# Bébing
Bébing (deutsch Bebing, 1940–44 Bebingen) ist eine französische Gemeinde mit 189 Einwohnern (Stand 1. Januar 2022) im Département Moselle in der Region Grand Est (bis 2015 Lothringen). Sie gehört zum Arrondissement Sarrebourg-Château-Salins und zum Kanton Sarrebourg. In Bébing gibt es keine Kirchen oder Kapellen.

## Geografie
Bébing liegt etwa fünf Kilometer westlich von Sarrebourg auf einer Höhe zwischen 258 und 324 m über dem Meeresspiegel. Das Gemeindegebiet umfasst 9,74 km².
Zur Gemeinde gehören auch die beiden nördlich gelegenen Weiler Rinting (Rintingen) und Misselhoff (Misselhof).

## Geschichte
Das Dorf wurde 1121 erstmals als Bubing erwähnt. Das Dorf war bis 1661 deutsch, kam dann zu Frankreich, wurde 1871 wieder deutsch und dann 1919 wieder französisch. In der Zeit von 1939 bis 1945 unterstand es wieder der deutschen Verwaltung und danach wieder der französischen.

### Bevölkerungsentwicklung
| Jahr      | 1962 | 1968 | 1975 | 1982 | 1990 | 1999 | 2007 | 2019 |
| --------- | ---- | ---- | ---- | ---- | ---- | ---- | ---- | ---- |
| Einwohner | 90   | 97   | 124  | 160  | 179  | 167  | 172  | 194  |

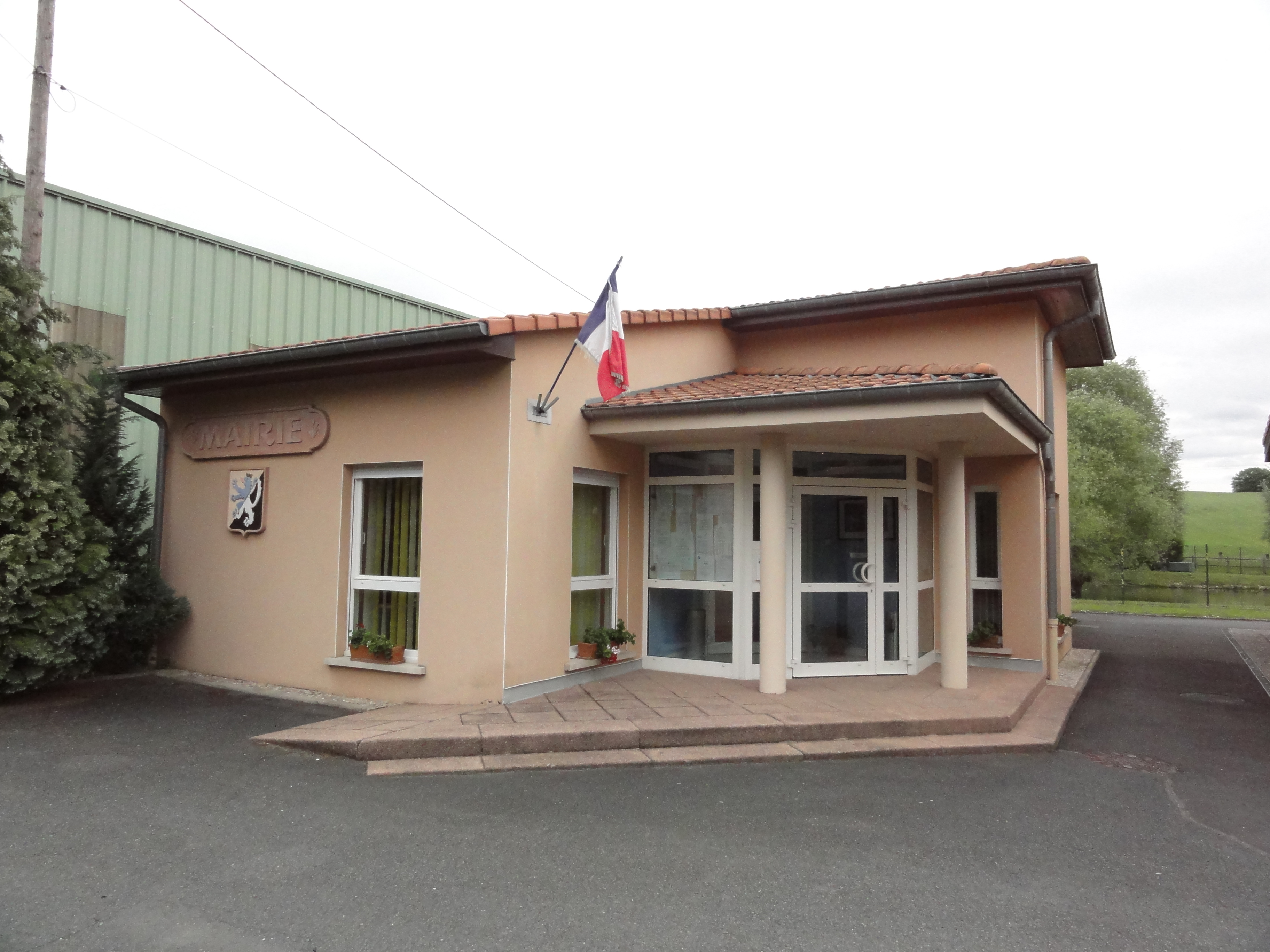
Rathaus (Mairie)
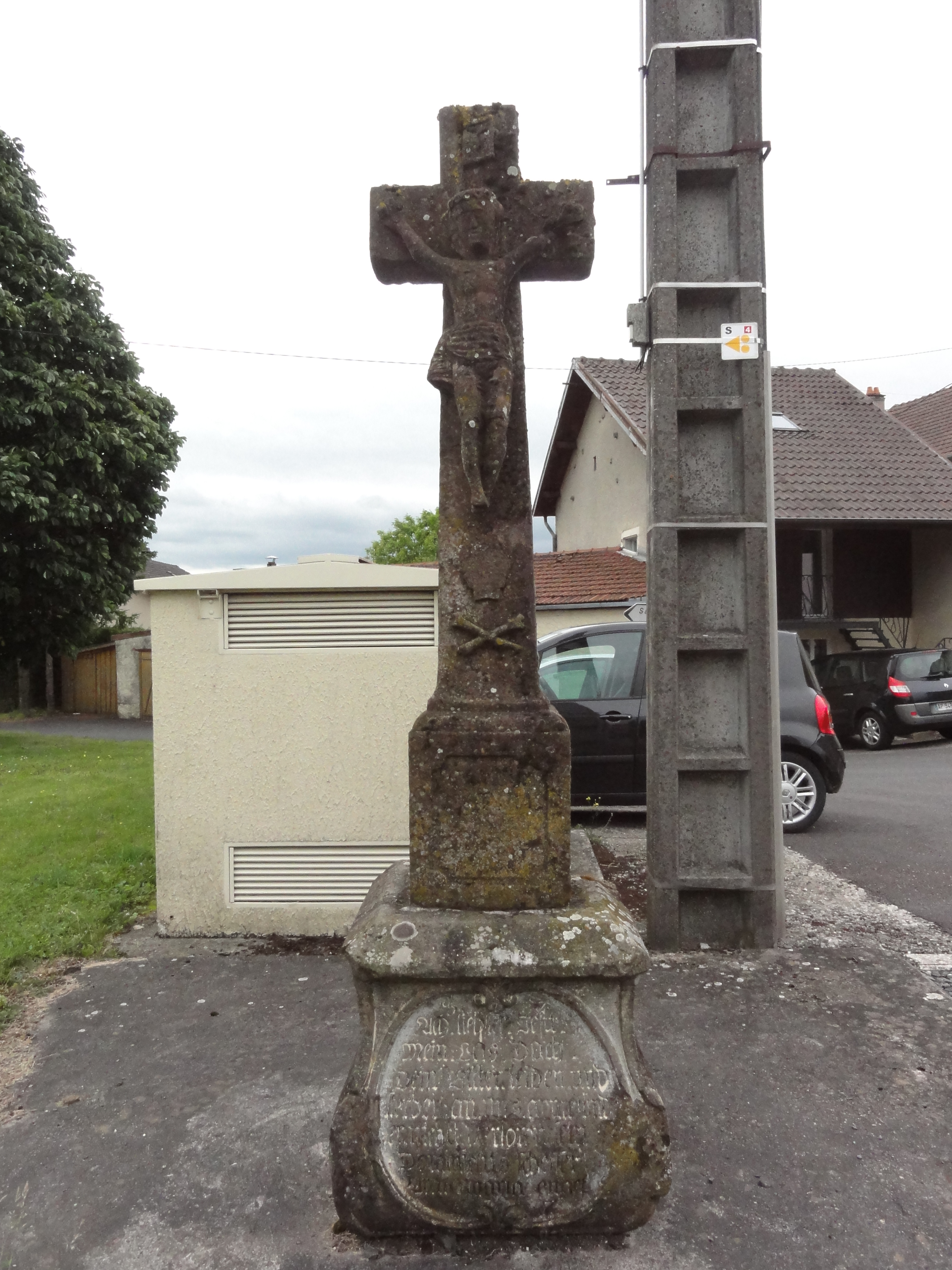
Wegkreuz in Bébing